# 1976년 뉴욕 영화 비평가 협회상
제42회 뉴욕 영화 비평가 협회상은 1976년 영화를 대상으로 하는 시상식이다.

## 수상 및 후보

### 작품상
- 모두가 대통령의 사람들

### 감독상
- 모두가 대통령의 사람들 - 앨런 J. 파큘라 수상

### 각본상
- 네트워크 - Paddy Chayefsky 수상

### 여우주연상
- 고독한 여심 - 리브 울만 수상

### 남우주연상
- 택시 드라이버 - 로버트 드 니로 수상

### 여우조연상
- 록키 - 탈리아 샤이어 수상

### 남우조연상
- 모두가 대통령의 사람들 - 제이슨 로바즈 수상